# 大和弥八郎
大和 弥八郎（やまと やはちろう、天保6年11月3日（1835年12月22日） - 元治元年12月19日（1865年1月16日））は、江戸時代末期（幕末期）の長州藩士。大和国之助とも。甲子殉難十一烈士の一人。
1862年、久坂玄瑞、寺島忠三郎らと横浜居留地焼討ちを計ったが、藩主・毛利定広に伝わり実行には到らなかった。その後、御楯組結成に参加。1865年、山田亦介・前田孫右衛門・毛利登人・松島剛蔵・渡辺内蔵太・楢崎弥八郎らと共に斬罪に処された。
| スタブアイコン | サブスタブ | この項目は、まだ閲覧者の調べものの参照としては役立たない、人物に関連した書きかけの項目です。この項目を加筆・訂正などしてくださる協力者を求めています（P:人物伝/PJ:人物伝）。 |